# NGC 7222
NGC 7222 este o galaxie activă situată în constelația Vărsătorul. A fost descoperită în 11 august 1864 de către Albert Marth.